# Sialendoscopie
 (septembre 2021).
Si vous disposez d'ouvrages ou d'articles de référence ou si vous connaissez des sites web de qualité traitant du thème abordé ici, merci de compléter l'article en donnant les références utiles à sa vérifiabilité et en les liant à la section « Notes et références ».
 (septembre 2021).
La mise en forme du texte ne suit pas les recommandations de Wikipédia : il faut le « wikifier ».
Les points d'amélioration suivants sont les cas les plus fréquents :
- Les titres sont pré-formatés par le logiciel. Ils ne sont ni en capitales, ni en gras.
- Le texte ne doit pas être écrit en capitales (les noms de famille non plus), ni en gras, ni en italique, ni en « petit »…
- Le gras n'est utilisé que pour surligner le titre de l'article dans l'introduction, une seule fois.
- L'italique est rarement utilisé : mots en langue étrangère, titres d'œuvres, noms de bateaux, etc.
- Les citations ne sont pas en italique mais en corps de texte normal. Elles sont entourées par des guillemets français : « et ».
- Les listes à puces sont à éviter, des paragraphes rédigés étant largement préférés. Les tableaux sont à réserver à la présentation de données structurées (résultats, etc.).
- Les appels de note de bas de page (petits chiffres en exposant, introduits par l'outil «  Source ») sont à placer entre la fin de phrase et le point final[comme ça].
- Les liens internes (vers d'autres articles de Wikipédia) sont à choisir avec parcimonie. Créez des liens vers des articles approfondissant le sujet. Les termes génériques sans rapport avec le sujet sont à éviter, ainsi que les répétitions de liens vers un même terme.
- Les liens externes sont à placer uniquement dans une section « Liens externes », à la fin de l'article. Ces liens sont à choisir avec parcimonie suivant les règles définies. Si un lien sert de source à l'article, son insertion dans le texte est à faire par les notes de bas de page.
- La présentation des références doit suivre les conventions bibliographiques. Il est recommandé d'utiliser les modèles {{Ouvrage}}, {{Chapitre}}, {{Article}}, {{Lien web}} et/ou {{Bibliographie}}. Le mode d'édition visuel peut mettre en forme automatiquement les références.
- Insérer une infobox (cadre d'informations à droite) n'est pas obligatoire pour parachever la mise en page.

Pour une aide détaillée, merci de consulter Aide:Wikification.
Si vous pensez que ces points ont été résolus, vous pouvez retirer ce bandeau et améliorer la mise en forme d'un autre article.
La sialendoscopie est une technique chirurgicale récente mini-invasive permettant le diagnostic et le traitement des pathologies des glandes salivaires principales. Du grec sialon (salive), endo (dedans) et skopein (regarder), la sialendoscopie consiste donc en l’exploration, par les voies naturelles, de l’intérieur des canaux salivaires. Elle permet aussi de réaliser, dans le même temps opératoire, certains gestes tels qu’une extraction de lithiase salivaire ou une dilatation de sténose canalaire. Pour réaliser une sialendoscopie, on utilise un petit endoscope (= sialendoscope) qui est inséré dans le canal principal de la glande salivaire via son orifice naturel appelé papille. Cet endoscope est alimenté en lumière et relié à un écran via une caméra fixée à sa partie postérieure. Il faut dilater la papille progressivement et délicatement avant de pouvoir introduire le sialendoscope. Une fois le sialendoscope introduit, l’opérateur procède ensuite à une exploration par voie rétrograde du canal salivaire principal et de ses différentes ramifications à l’intérieur de la glande. Ainsi il n’y a pas de cicatrice en fin de procédure si le geste a été exclusivement sialendoscopique. Les risques de la sialendoscopie sont donc limités (cf infra). Cette technique est particulièrement utilisée et efficace pour traiter les pathologies obstructives des canaux excréteurs salivaires. Il existe 2 types principaux d’obstruction des canaux salivaires: les calculs salivaires ou sialolithes (du grec sialon (salive) et lithos (pierre)) et les sténoses canalaires. Une sténose est un rétrécissement du canal salivaire principal lui-même et/ou de canaux secondaires par diminution du diamètre du canal. En fonction de l’objectif (diagnostic et/ou thérapeutique) de la sialendoscopie, la procédure pourra être réalisée sous anesthésie locale; rarement dans un cabinet de consultation externe ou sous anesthésie générale au bloc opératoire. La maîtrise de la sialendoscopie est relativement difficile sur le plan technique. La courbe d’apprentissage pour un chirurgien est estimée à 50-60 cas,, avant une pleine autonomie. Le coût de la formation chirurgicale, du matériel spécifique et des consommables est élevé.De ce fait, parmi les centres médico-chirurgicaux ayant une activité d’ORL ou de chirurgie maxillo-faciale, peu peuvent actuellement proposer cette technique. Par exemple, en France, 16 centres pratiquaient la sialendoscopie en 2011, 34 en 2015 et 55 en 2018. La sialendoscopie est donc une technique actuellement pratiquée majoritairement dans les pays décrits comme développés.

## Historique
1990 : Konigsberger et Gundlach introduisent pour la première fois un endoscope dans une glande salivaire par la voie naturelle de son canal excréteur.
1990: Katz introduit un endoscope flexible de 0.8 mm de diamètre pour le diagnostic et le traitement d’un calcul salivaire.information Dentaire 1990
1994 : Nahlieli utilise un endoscope rigide pour le diagnostic et le traitement d’obstructions majeures des glandes salivaires.
1999: Premier cours de Sialendoscopie et Lithotripsy, AAO-NHS, Nouvelle Orleans, USA, Docteur Philippe Katz.
2002 : Premier cours mondial de formation chirurgicale à la sialendoscopie: Suisse, Genève, European Sialendoscopy training centre, Pr Marchal.

## Rappels anatomiques et physiologiques

### Les glandes salivaires principales et accessoires
Les glandes salivaires principales sont au nombre de six, trois de chaque côté de la face, réparties de façon symétrique. Elles excrètent la grande majorité de la salive de la cavité buccale, une part minime l’étant par les 800-1000 minuscules glandes salivaires accessoires réparties dans la bouche et le pharynx. La glande parotide, la plus volumineuse (70 × 45 × 35 mm), pèse de 25 à 30 grammes. Elle est située dans la joue, en avant et sous le lobule de l’oreille, le long de la branche verticale de la mandibule. Elle excrète de la salive principalement au moment des repas (30% du volume salivaire) par le canal parotidien ou canal de Sténon (1,5 à 2mm de diamètre pour 4 cm de long, unique dans 93% des cas, bifide dans 7% des cas et abouché dans la joue en regard de la 2e molaire). La glande sous-mandibulaire ou sub mandibulaire ou sous-maxillaire (40 × 30 × 25 mm) pesant 7 à 10 grammes est située sous la branche horizontale de la mandibule dans le plancher buccal postérieur. Son canal excréteur s’appelle le canal sub mandibulaire ou canal de Wharton, il fait 2 à 3 mm de diamètre pour 4–5 cm de long, il s’abouche au niveau de la caroncule dans le plancher buccal antérieur près du frein lingual. Les 2 glandes sous maxillaires excrètent de la salive en permanence (presque 70% du volume salivaire). La glande sub-linguale (30 × 15 × 6 mm) pèse de 2 à 3 grammes et est située dans le plancher buccal antérieur, elle présente plusieurs canaux excréteurs de Walther et un principal dit canal de Rivinus difficile à individualiser.
Les glandes salivaires accessoires et les glandes sublinguales ne sont pas accessibles à une exploration par sialendoscopie alors que les parotides et submandibulaires le sont.

### Les pathologies des glandes salivaires
Les pathologies des glandes salivaires sont nombreuses: il existe des tumeurs bénignes, des tumeurs malignes, des infections bactériennes ou virales, des inflammations chroniques. La sialendoscopie ne présente actuellement pas d’intérêt dans le bilan des tumeurs bénignes ou malignes des glandes salivaires. En revanche elle peut faire partie du bilan d’infections répétées (parotidite et sous maxillite infectieuses) ou d’inflammmations chroniques dans le cadre de maladie systémique (maladie générale multifocale non limitée aux glandes salivaires telles que la polyarthrite rhumatoïde, la maladie de Gougerot Sjögren, le lupus, la sclérodermie, certaines thyroïdites, polynévrite, vascularite…)
La sialendoscopie est particulièrement indiquée dans un registre: Les obstacles à l’écoulement de salive dont les causes se distinguent en 3 grands groupes :
- les obstructions par comblement du canal salivaire par des lithiases salivaires (cf infra) principalement et très rarement par des corps étrangers ayant pénétré dans le canal (plomb de chasse, végétal introduit dans le canal volontairement, morceaux de sonde laissée lors de sialendoscopie etc).
- les obstructions par rétrécissement intrinsèque du diamètre d’un ou de plusieurs canaux salivaires (sténoses cf infra).
- les obstructions par rétrécissement extrinsèque d’un ou plusieurs canaux salivaires (du fait d’une compression par une tumeur par exemple)

### Les lithiases salivaires
Les lithiases salivaires sont l'une des principales causes d’obstruction des canaux salivaires excréteurs chez l’adulte. Elles se manifestent principalement par :
Une sensation de pesanteur dans la joue (parotide) ou sous l’angle de la mâchoire (glande sous-mandibulaire).
Des épisodes de hernies salivaires correspondant à l’apparition d’une tuméfaction non douloureuse en regard d’une glande salivaire, généralement lors d’un repas, rapidement résolutive (quelques minutes). La hernie salivaire correspond à une obstruction partielle de l’écoulement de la salive.
Des épisodes de coliques salivaires correspondant à l’apparition d’une tuméfaction douloureuse en regard d’une glande salivaire, généralement lors d’un repas, résolutive plus lentement que la hernie salivaire (quelques heures). La colique salivaire correspond à une obstruction totale de l’écoulement de la salive.
Des épisodes d’infections glandulaires (= sialadénites). Les symptômes évocateurs d’une sialadénite sont généralement une augmentation douloureuse du volume de la glande salivaire avec rougeur cutanée (=érythème) en regard associées à des difficultés d’alimentation. Dans les sialadénies aiguës, il peut parfois y avoir de la fièvre, un goût salé dans la bouche (correspondant à l’issue de pus par le canal) voire un abcès collecté intra-glandulaire. Les formes chroniques sont plus insidieuses, généralement sans fièvre ni abcès.
Issue spontanée de calculs salivaires dans la bouche. Ces lithiases sont symptomatiques seulement chez 7,3 personnes pour 100000/an alors que la proportion de patients asymptomatiques ayant une lithiase salivaire peut atteindre jusqu’à 1,2% de la population générale. L’âge moyen de découverte de ces lithiases est compris entre 40 et 50 ans. Elles sont beaucoup plus rares, bien que possibles, chez l’enfant.
Les calculs ont une origine inconnue. Ils sont constitués principalement de carbonate et de phosphate de calcium. De la même manière que pour certains calculs rénaux ou biliaires, il n’y a pas de lien clairement établi entre leur apparition et la prise de certains aliments ou de la concentration de calcium dans l’eau potable. Les lithiases salivaires sont visibles sur les radiographies dentaires et au scanner du massif facial dans 90% des cas. Dans 30% des cas, elles sont multiples au sein d’une même glande ou présentes dans plusieurs glandes simultanément. En moyenne, leur taille est plus importante dans les glandes sous-mandibulaires que dans les glandes parotides même si selon les études, les chiffres varient. La taille moyenne d’une lithiase de la glande sous-mandibulaire est de 5 mm contre une taille de 3,5 mm dans la glande parotide. Au cours du temps, l’augmentation de taille des calculs salivaires est irrémédiable, environ 1 mm par an dans toutes les directions mais parfois selon un ou des axes particuliers: les calculs peuvent donc prendre toutes les formes mais se moulent à l’extrême dans le canal salivaire et deviennent oblongs. Ils peuvent parfois s’expulser spontanément dans la bouche, surtout lorsqu’ils sont de petite taille. Si on les laisse évoluer trop longtemps, leur extraction devient plus difficile, plus du fait de l’augmentation de leur diamètre que de leur longueur. En effet, le diamètre du canal salivaire de Sténon (parotide) est compris entre 1,5 et 2 mm et celui du Wharton (glande sous-mandibulaire) entre 2 et 3 mm. Ainsi un calcul de 2 mm de diamètre seulement peut déjà être symptomatique car il pourra obstruer en quasi-totalité le canal salivaire.

### Les sténoses salivaires
La deuxième cause d’obstruction des canaux salivaires est beaucoup plus rare (< 20%) et correspond à des sténoses (=rétrécissements canalaires) et adhérences dans les canaux excréteurs.
Celles-ci peuvent être causées par :
Des épisodes infectieux répétés des glandes salivaires. Il peut s’agir par exemple des oreillons; affection salivaire virale la plus courante chez l’enfant ou bien d’infections bactériennes répétées. Les infections liées à des obstructions canalaires lithiasiques peuvent aussi entraîner des sténoses canalaires.
Une inflammation canalaire chronique dans le cadre d’une maladie auto-immune (Gougerot-Sjögren, sclérodermie, polyarthrite rhumatoïde, lupus, vascularite, polynévrite, thyroïdite). Dans ce genre de cas, les sténoses sont préférentiellement parotidiennes (canal de Sténon).
Un traitement par iode radioactif, utilisé notamment dans les cancers de la thyroïde.
Une pathologie encore mal connue nommée parotidite récurrente juvénile.
Certains gestes chirurgicaux endobuccaux, parfois un lifting du visage.

### Les compressions extrinsèques d’un canal salivaire
La troisième cause d’obstruction à l’écoulement salivaire est encore plus rare (<1% des cas) que les sténoses canalaires. Elle correspond à une compression extrinsèque d’un canal salivaire par une masse. Le plus souvent, il s’agit d’une tumeur de la glande salivaire elle-même. Le mécanisme de l’obstruction est équivalent à celui qui interrompt l’arrivée de l’eau lorsque vous marchez sur un tuyau d’arrosage.

## Indications de la sialendoscopie

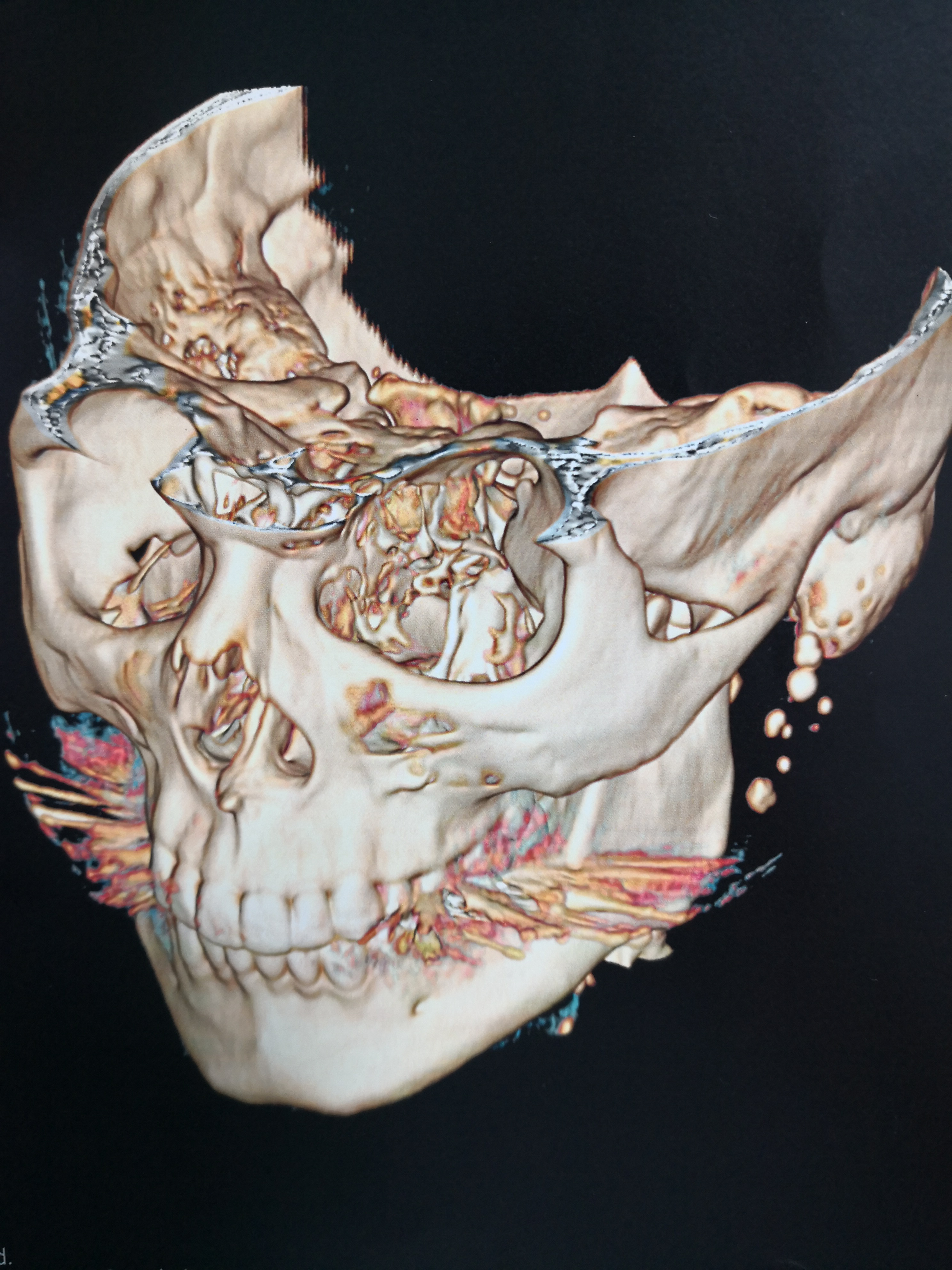
Multiples calculs radio opaques parotidiens gauches

La sialendoscopie peut être diagnostique et/ou thérapeutique dans le même temps opératoire. Elle peut être pratiquée chez les adultes comme chez les enfants.En général, dans le cadre du diagnostic d’une pathologie salivaire, elle est pratiquée en complément d’autres examens. Ceux-ci varient en fonction des pays et du contexte médical, mais il s’agit le plus souvent d’examens d’imagerie (échographie, scanner ou IRM des glandes et canaux salivaires) ou bien de bilans biologiques sanguins (infectieux, immunitaires). Dans ces cas, l’exploration canalaire des glandes salivaires par sialendoscopie permet de préciser la cause des symptômes. Par exemple, on peut mettre en évidence des lithiases salivaires de très petite taille ou de nature peu calcique non visibles sur les imageries ou bien diagnostiquer une parotidite récurrente juvénile grâce à l’aspect « en porcelaine » de la muqueuse canalaire, typique de cette pathologie, mais non visible en imagerie.
La majorité des procédures de sialendoscopie est à la fois à but diagnostique et thérapeutique. Elles sont réalisées pour traiter les lithiases salivaires, dilater des sténoses canalaires; traiter des adhérences ou injecter des agents pharmacologiques dans les canaux salivaires (corticoïdes).

## Contre-indications et obstacles à la sialendoscopie
- Sialadénite aigüe (infection aigüe d’une glande salivaire): pour ne pas risquer de faire saigner et/ou "sténoser" le conduit salivaire, ou disséminer l’infection.
- Dents inférieures rétroclines (dents de la mandibule dirigées vers l’arrière et l’intérieur de la bouche) et plancher buccal profond (distance entre le haut des dents et la muqueuse de l’avant de la bouche sous la langue): ces caractéristiques anatomiques peuvent empêcher de placer le sialendoscope dans la bonne position de travail.
- Rétrognathie et hypognathie (recul ou défaut de développement de la mâchoire inférieure): ces caractéristiques anatomiques peuvent empêcher de placer le sialendoscope dans la bonne position de travail.
- Kyste salivaire (poche muqueuse remplie de mucus) située sur le plancher buccal et pouvant gêner le geste. Notez que la ranula est aussi un effet indésirable possible post sialendoscopie.
- Torus mandibulaires internes (formation osseuses bénignes de la face interne de la mandibule) qui peuvent empêcher l’introduction et les mouvements du sialendoscope.

## Risques de la sialendoscopie
Les risques chirurgicaux sont rares et modérés par rapport à une voie chirurgicale plus classique.
- sténose du canal salivaire
- perforation du canal salivaire
- ranula
- fistule salivaire
- infection
- saignement
- paralysie du nerf lingual

## Description de la technique

### Introduction du sialendoscope
Tous les gestes techniques sont effectués par voie orale. La papille (l’orifice naturel du canal salivaire dans la bouche) doit être dilatée avec des bougies en métal de diamètre croissant avant l’introduction du sialendoscope. Du sérum physiologique (envoyé par un canal laveur au sein du sialendoscope) est utilisé pour dilater et faciliter la progression du sialendoscope afin d’explorer les canaux salivaires. Parfois la papille est difficile à dilater et le chirurgien peut être amener à faire une petite incision dans le plancher de la bouche et ouvrir le canal en amont afin d’introduire le sialendoscope.

### Exploration et description des canaux salivaires et leur contenu, classification LSD
Le sialendoscope est ensuite poussé manuellement vers l’arrière dans l’axe du canal salivaire avec l’aide du liquide de lavage qui est injecté en permanence par un canal du sialendoscope et on explore les ramifications de l’arbre salivaire jusqu’à ne plus pouvoir avancer.
En 2008 les membres de la société européenne des glandes salivaires ont proposé la première classification des pathologies visibles en sialendoscopie: La classification LSD, L pour Lithiase, S pour Sténose, D pour Dilatation. Cette classification tient compte de spécificités techniques de la sialendoscopie et de la pratique médicale. Elle permet aux chirurgiens de se comprendre entre eux, de comparer leurs séries lors des échanges ou publications scientifiques. Ainsi pour les calculs, le critère de présence ou d’absence de mobilité au sein du canal est primordial, un calcul mobile ayant beaucoup plus de chance d’être ôté en sialendoscopie. Pour les calculs immobiles ou enclavés, le succès de leur exérèse repose sur la possibilité de les fragmenter (laser ou choc à impulsion) et donc le critère devient leur visibilité au sein du canal. Le caractère palpable ou non préjuge de la possibilité plus aisée d’une voie combinée (sialendoscopie pour faciliter la localisation du calcul et vérifier la propreté après extraction + ouverture endo buccale et dissection à la recherche du calcul pour son extraction). Les sténoses peuvent concerner un canal salivaire secondaire ou principal et être localisées, étendues voir diffuses: la classification décrit les différentes possibilités de sténoses. La difficulté de résolution des problèmes de sténoses est globalement corrélé avec la classification (S1 = plus facile, S4= très difficile). Les dilatations des canaux salivaires ou ectasies peuvent être unique ou multiples, et se trouvent en amont de sténose qui ne sont parfois pas accessibles en sialendoscopie car trop distales (trop éloignées du canal principal et donc inaccessibles au sialendoscope).
| SCORE | SCORE | ASPECT ENDOSCOPIQUE                                               |
| ----- | ----- | ----------------------------------------------------------------- |
| L0    |       | canal sans lithiase                                               |
| L1    |       | calcul flottant                                                   |
| L2    | a     | calcul enclavé, entièrement visible, de moins de 8 mm de diamètre |
|       | b     | calcul enclavé, entièrement visible, de plus de 8 mm de diamètre  |
| L3    | a     | calcul enclavé, partiellement visible, palpable                   |
|       | b     | calcul enclavé, partiellement visible, non palpable               |

| SCORE | ASPECT ENDOSCOPIQUE                                 |
| ----- | --------------------------------------------------- |
| S0    | pas de sténose                                      |
| S1    | sténose de canal secondaire unique ou multiples     |
| S2    | sténose de canal principal unique                   |
| S3    | sténoses de canal principal multiples ou diffuses   |
| S4    | sténose généralisée canaux principal et secondaires |

| SCORE | ASPECT ENDOSCOPIQUE              |
| ----- | -------------------------------- |
| D0    | pas de dilatation                |
| D1    | dilatation canalaire unique      |
| D2    | dilatations canalaires multiples |
| D3    | dilatation généralisée           |

### Fragmentation et extraction de calcul salivaire

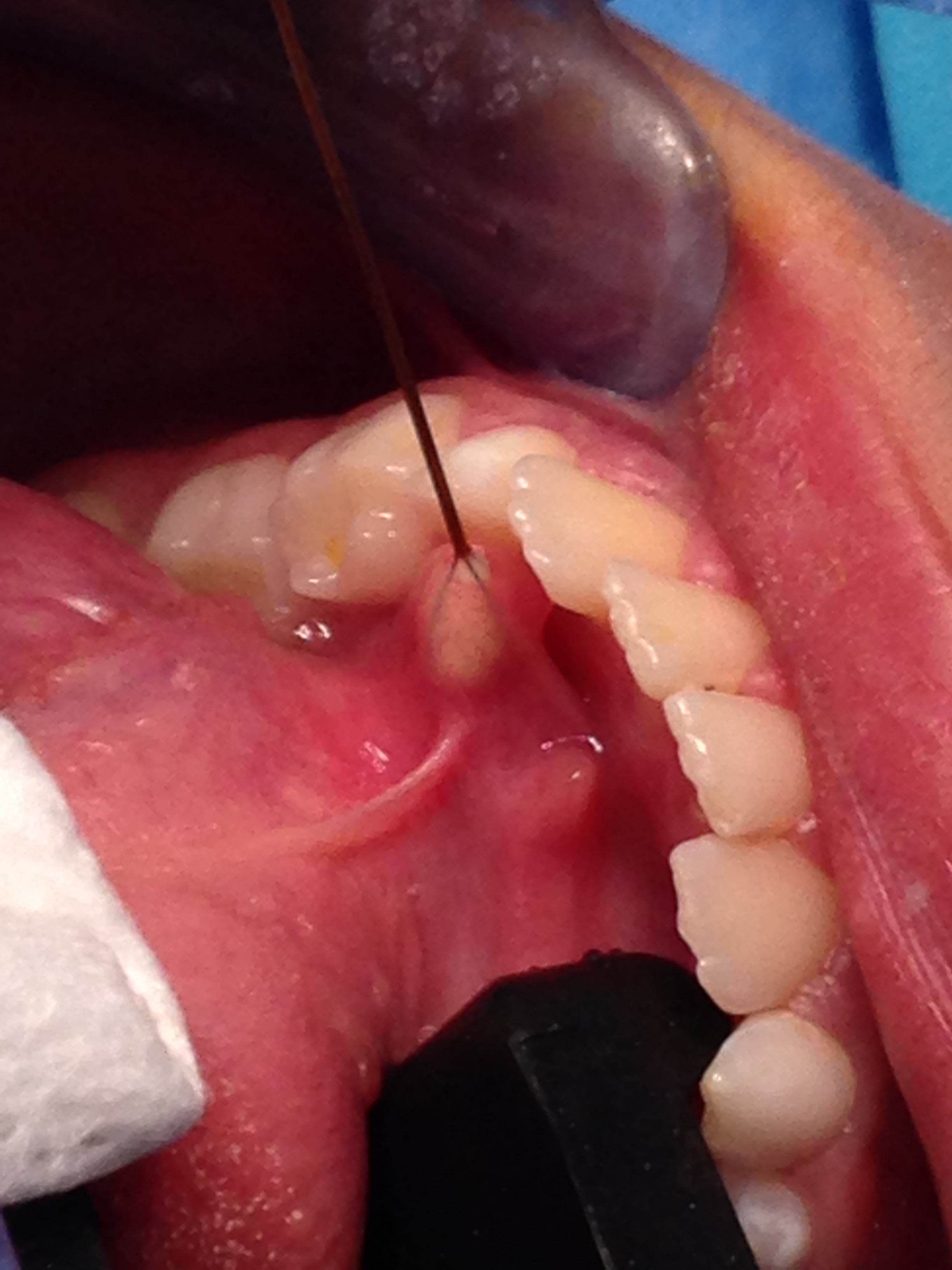
extraction de calcul sous maxillaire avec un panier

La taille, la forme, la localisation au sein des canaux salivaires, le caractère palpable ou non, mobile ou non du calcul ainsi que la présence de sténose ou non en plus du calcul conditionnent la technique utilisée. Les petits calculs (< 5mm) sont souvent ôtés directement par sialendoscopie à l’aide de « paniers-filets rétractables » ou de pinces qui passent par un canal opérateur au sein du sialendoscope. Une petite incision de 2–3 mm de la papille est parfois nécessaire pour faire sortir le calcul (encore dans le panier) du canal salivaire. Les gros calculs (≥5 mm) nécessitent souvent d’être fragmentés avant d’être sortis des canaux salivaires. Cette lithotritie est souvent réalisée pendant la sialendosocpie avec l’aide d’un laser (holmium ou thulium) ou d’un système pneumatique (stone breaker©), ou d’une microfraise avec un moteur. La fragmentation peut aussi être partiellement effectuée avant l’opération par deux ou trois séances de lithotritie extra corporelle par onde de choc en consultation (matériel très peu répandu).
Néanmoins, il est fréquemment nécessaire pour les très gros calculs de recourir à une voie combinée qui associe la sialendoscopie à une ouverture limitée du plancher buccal et du canal salivaire. À la fin de l’opération le chirurgien peut décider de placer une sonde en silicone ou matière plastique dans le canal salivaire pour 2 à 4 semaines afin de faciliter la cicatrisation et de limiter le risque de rétrécissement/sténose post opératoire.

### Traitement des sténoses et des adhérences
Les sténoses et adhérences sont souvent plus délicates et difficiles à traiter que les calculs. Par sialendoscopie, les sténoses peuvent être améliorées de 2 manières: Soit en dilatant progressivement la sténose à l’aide de sialendoscopes de diamètre croissant (0,75mm; 1,1mm; 1,3mm; 1,6 mm), successivement introduits, soit à l’aide de ballon à pression variable que l’on gonfle. Plus rarement, les sténoses peuvent être améliorées avec des instruments telles que des bougies de dilatation ou des pinces que l’on ouvre directement dans la sténose. Le recours à des techniques non sialendoscopique est possible mais extrêmement rare et difficile (greffes de veines, résection anastomose).
Une classification reconnue des sténoses et calculs découverts lors d’une sialendoscopie permet aux chirurgiens de se comprendre entre eux lors des échanges ou publications scientifiques.

## Instruments de sialendoscopie

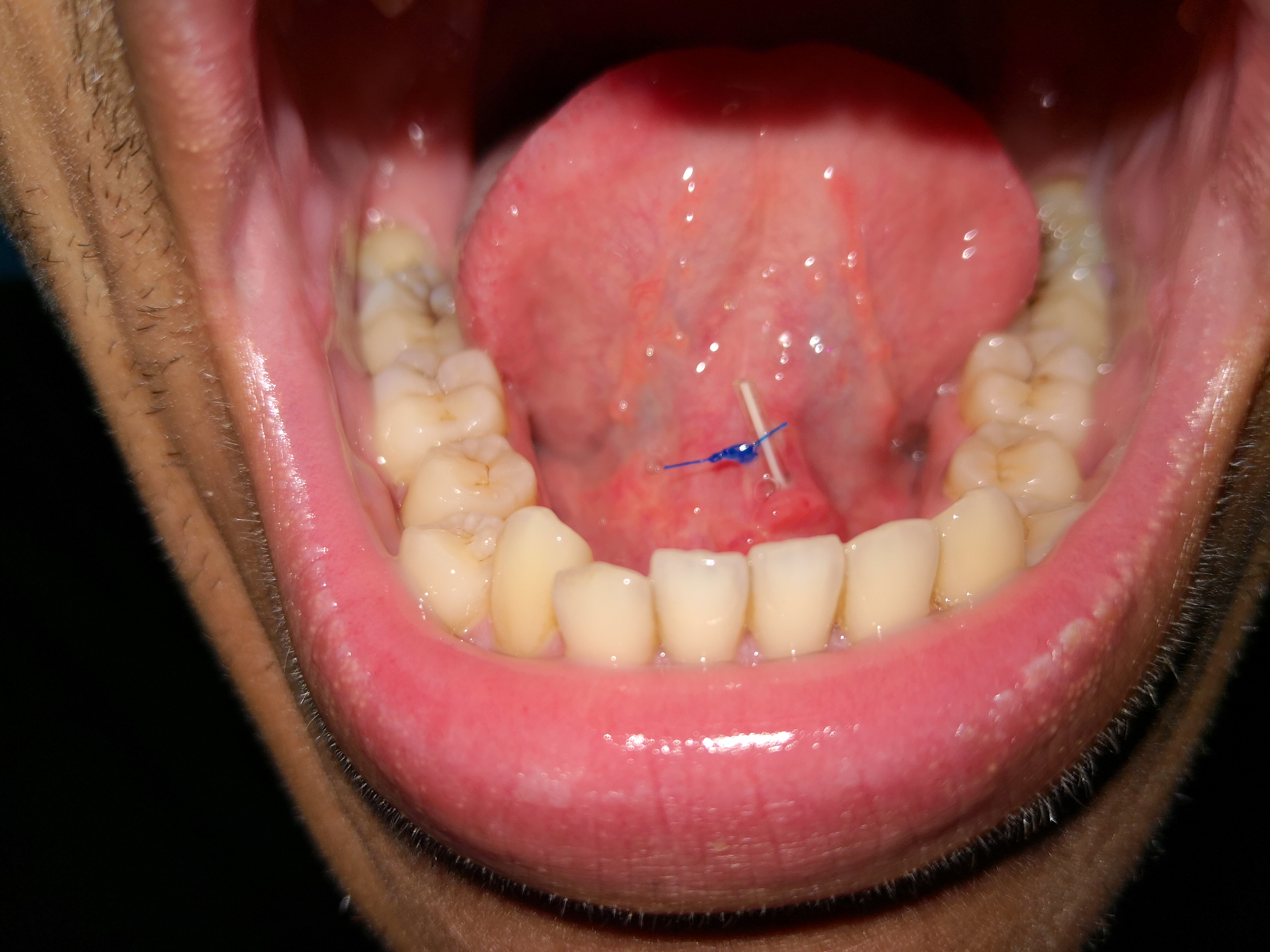
stent salivaire dans le canal de Wharton gauche

Les gestes par endoscopie dans les canaux salivaires ont été rendus possibles par l’apparition d’endoscopes de très petits diamètre (0,8 mm au minimum). La majorité des sialendoscopes sont semi rigides. Ils sont angulés (à 5 degrés ou réglables) ce qui permet de naviguer dans les canaux secondaires. Tous les modèles de sialendoscopes sont actuellement de marque Storz. Plusieurs autres firmes proposent des micro instruments utilisables avec les sialendoscopes par leur canal opérateur, incluant des guides, des introducteurs, des pinces, des fraises, des fibres laser, des fraises, des destructeurs pneumatiques, des ballons de dilatation. Le choix dépend des habitudes du chirurgien.